# Ioan II Voda
Ioan II Vodă, dit cel Cumplit (« le Cruel ») ou Armeanul (« l'Arménien »), né vers 1521 et exécuté le 14 juin 1574 à Frumoasa, fut prince de Moldavie de 1572 à 1574. En principauté de Moldavie la monarchie était élective, comme en Pologne, Transylvanie et Valachie voisines, et le prince (voïvode, hospodar ou domnitor selon les époques et les sources) était élu par (et le plus souvent parmi) les boyards : pour être nommé, régner et se maintenir, il s'appuyait fréquemment sur les puissances voisines, habsbourgeoise, polonaise, russe ou ottomane.

## Origine
Fils illégitime du prince Ștefaniță Mușat et d'une arménienne épouse d'un certain Șerpega, il séjourne en Russie à la cour de Ivan le Terrible avant de devenir prince de Moldavie en février 1572. En principauté de Moldavie la monarchie était élective, comme en Pologne, Transylvanie et Valachie voisines, et le prince (voïvode, hospodar ou domnitor selon les époques et les sources) était élu par (et le plus souvent parmi) les boyards : pour être nommé, régner et se maintenir, il s'appuyait fréquemment sur les puissances voisines, habsbourgeoise, polonaise, russe ou ottomane.

## Règne
À cette époque, la Moldavie est tributaire de l'Empire ottoman, mais Ioan II Vodă se dresse rapidement contre les Turcs qui voulaient doubler le tribut annuel de 20 000 ducats payé par le pays. Le 14 avril 1574, il écrase à Silistra une armée ottomane venue le remplacer par Petru Șchiopul. Dans la foulée, Ioan II Vodă donne l'ordre au grand vornic (premier ministre) Dumbravă d'intervenir en Valachie pour en chasser le frère de son rival et imposer comme prince son allié Vintilă.
Ioan II prend ensuite Brăila, puis Tighina (alors rayas ottomanes), écrase une nouvelle armée turque dans le Boudjak et reprend l'ancien port moldave de Cetatea Alba (perdu depuis 1484). Le voïvode de Moldavie fait appel à des compagnies de cosaques zaporogues qui viennent renforcer son armée, mais il est trahi par le boyard Ieremia Golia, acheté par l'ennemi, qui laisse les Turcs franchir le Danube et les Tatars franchir le Dniestr. Pendant qu'Ioan II affronte dans le Boudjak les Tatars de Devlet Ier Giray, alors Khan de Crimée, l'armée du Sultan Sélim II pénètre en Moldavie. L'armée du prince Ioan II composée de paysans moldaves et de cosaques ukrainiens, est vaincue à Frumoasa (en turc Kahul). Capturé, Ioan II y est écartelé le 13 ou le 14 juin 1574 par les vainqueurs.

## Unions et postérité
Ioan II avait épousé à Moscou en 1552 Maria Semionovna Rostovtchina (fille du boyard russe Semion de Rostov) dont il eut :
- Piotr, né vers 1556/1557, mort jeune
- Maria, née en février ou mars 1572, épouse de Lupu Huru, gouverneur (pîrcălab ) de Hotin.

D'une liaison avec sa servante russe Sousha, il eut un fils : 
- Étienne le Sourd prince de Valachie.